# Xã Eagle, Quận Richland, Bắc Dakota
Xã Eagle (tiếng Anh: Eagle Township) là một xã thuộc quận Richland, tiểu bang Bắc Dakota, Hoa Kỳ. Năm 2010, dân số của xã này là 252 người.